# Campofelice di Roccella
Campofelice di Roccella är en ort och kommun i storstadsregionen Palermo, innan 2015 i provinsen Palermo, i regionen Sicilien i sydvästra Italien. Kommunen hade 7 516 invånare (2017).